# Mill Road Cemetery
Mill Road Cemetery is een Britse militaire begraafplaats met gesneuvelden uit de Eerste Wereldoorlog, gelegen in de Franse gemeente Thiepval in het departement Somme. De begraafplaats ligt 800 m ten noordwesten van het dorpscentrum van Thiepval. Ze werd ontworpen door Herbert Baker en wordt onderhouden door de Commonwealth War Graves Commission. De begraafplaats heeft een rechthoekig grondplan met een oppervlakte van ongeveer 3.370 m² en is omgeven door een lage bakstenen muur. Het Cross of Sacrifice staat in het midden dicht bij de zuidoostelijke muur en de Stone of Remembrance staat centraal op het terrein.
Een deel van de grafstenen liggen plat in de grond omdat men vreesde voor verzakkingen door de veelvuldige ondertunneling op deze plaats.
Er worden 1.304 Britten herdacht waarvan 815 niet geïdentificeerd konden worden.

## Geschiedenis
Thiepval was vanaf eind september 1914 tot aan de Slag om de Somme in Duitse handen. Op 1 juli 1916 voerde de 36th (Ulster) Division een aanval uit, maar zonder succes en met zware verliezen. Er werden geen verdere aanvalspogingen meer ondernomen tot op 26 september 1916 het dorp dan toch veroverd werd door de 18th Division. Het bleef door de geallieerde troepen bezet tot 25 maart 1918, toen het Duitse lenteoffensief losbarstte. Finaal werd het op 24 augustus 1918 veroverd door de 17th en de 38th (Welsh) Divisions.
De begraafplaats werd in de lente van 1917 aangelegd toen de Duitsers zich hadden terugtrokken tot aan de Hindenburglinie, waarna men het slagveld kon ontruimen.
Bij de wapenstilstand bevatte de begraafplaats 260 graven maar werd daarna gevoelig uitgebreid met doden uit de slagvelden van Beaumont-Hamel en Thiepval. Er werden ook doden bijgezet die afkomstig waren uit enkele kleinere ontruimde begraafplaatsen zoals: Divion Road Cemetery No.1, (No.2 werd overgebracht naar Connaught Cemetery), Divion Road Cemetery No.3, en St. Pierre-Divion Cemetery No.2 (No.1 werd eveneens overgebracht naar Connaught Cemetery) uit de omgeving van Saint-Pierre-Divion en de nabijgelegen Mill Road Cemetery No.1.
Voor drie militairen werden Special Memorials opgericht omdat hun graven niet meer gelokaliseerd konden worden en men aanneemt dat ze zich onder de naamloze graven bevinden. Drie andere militairen, die oorspronkelijke op Divion Road Cemetery No.1 begraven lagen, worden met een Duhallow Block herdacht omdat hun graven door artillerievuur werden vernietigd.

## Graven

### Onderscheiden militairen
- Edward Vezian Ellis, luitenant bij de Royal Naval Volunteer Reserve werd onderscheiden met het Military Cross (MC).
- luitenant David Frederick Mackness Hackett en soldaat D. Jones werden onderscheiden met de Military Medal (MM).

### Minderjarige militair
- William John Andrews, korporaal bij het Bedfordshire Regiment was 17 jaar toen hij sneuvelde.